# Каскада

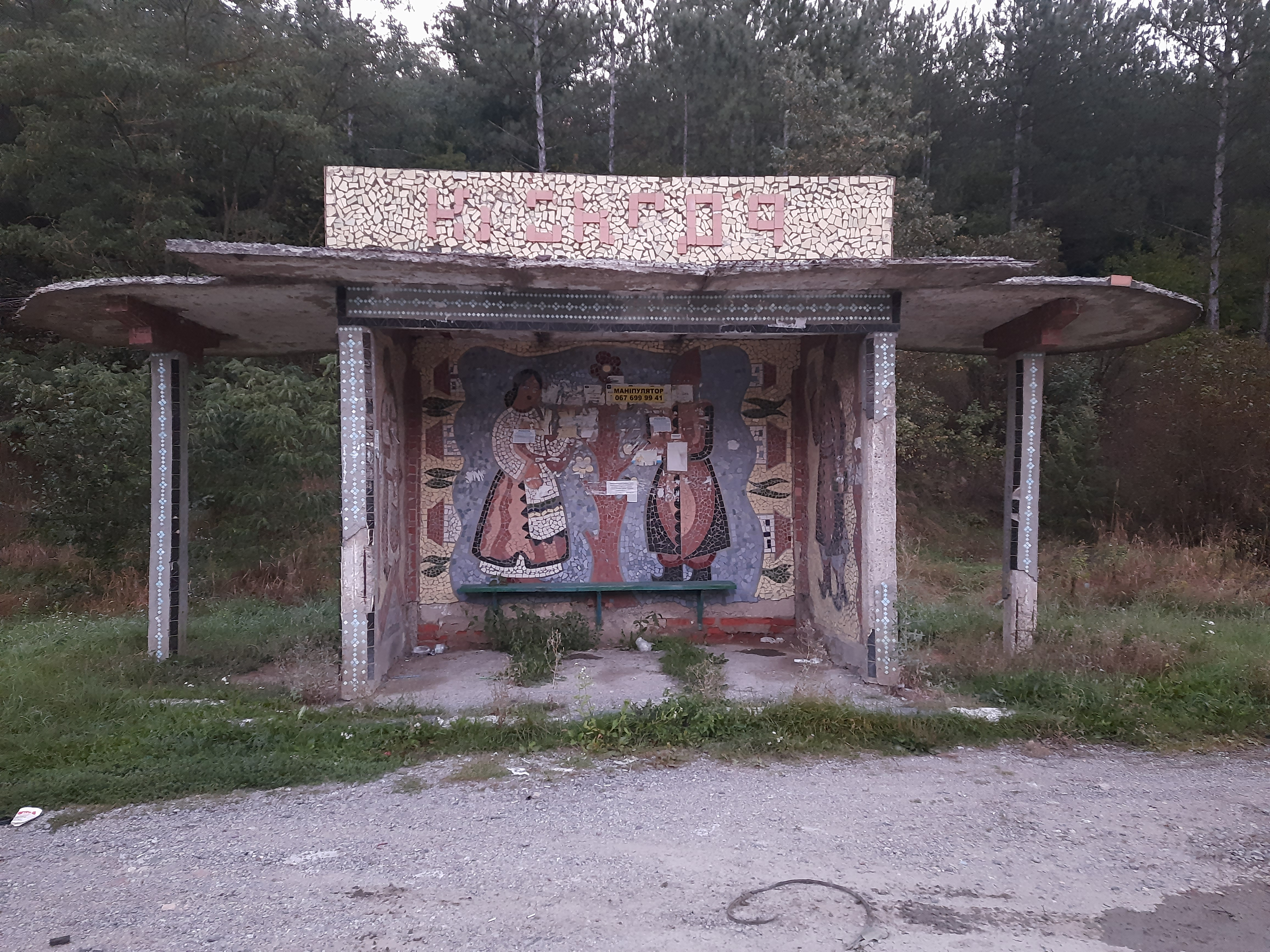
Автобусна зупинка

Каска́да — село в Україні, у Новоушицькій селищній територіальній громаді Кам'янець-Подільського району Хмельницької області.

## Географія
Подільське село Каскада розкинулось на подільській височині неподалік селища Нова Ушиця. Фактично є його східним передмістям.

### Клімат
Каскада знаходяться в межах вологого континентального клімату.

## Історія
Село Каскада відоме з 1439 року.
Внаслідок поразки визвольних змагань на початку XX століття, село надовго окуповане російсько-більшовицькими загарбниками.
Радянська окупація принесла колективізацію та розкуркулення, мешканці села зазнали репресій.
Жителі зазнали сталінських репресій, потерпали від голодомору 1932–33 років.
З 1991 року в складі незалежної України.
20 серпня 2015 року шляхом об'єднання сільських рад, село увійшло до складу Новоушицької селищної громади, до цього органом місцевого самоврядування була Новоушицька селищна рада.
До адміністративної реформи 19 липня 2020 року село належало до Новоушицького району, після увійшло до складу Кам'янець-Подільського району.

## Населення
Населення становить 1856 осіб за переписом населення України 2001 року.

### Мова
У селі поширені західноподільська говірка та південноподільська говірка, що відносяться до подільського говору, який належить до південно-західного наріччя.
Розподіл населення за рідною мовою за даними перепису 2001 року:
| Мова                | Відсоток |
| ------------------- | -------- |
| українська          | 98,22%   |
| російська           | 1,56%    |
| інші/не визначилися | 0,22%    |

## Відомі уродженці
- Атаманчук Петро Сергійович (26 червня 1939) — доктор педагогічних наук, заслужений працівник освіти України (2003). Працює в Кам'янець-Подільському національному університеті імені Івана Огієнка (від вересня 1982 року) [4].
- Каплун Віталій Григорович — український учений, який створив наукову школу іонно-плазмового зміцнення металів в антикрихкісному середовищі, доктор технічних наук (1991), професор (1991).